# Juviles
Juviles ist ein südspanischer Ort und eine Gemeinde (municipio) mit insgesamt nur noch 138 Einwohnern (Stand: 2024) im Südosten der Provinz Granada in der autonomen Region Andalusien. Große Teile des Gemeindegebiets liegen im Nationalpark Sierra Nevada.

## Lage und Klima
Der Ort Juviles liegt an einem Südhang der Alpujarras im Quellgebiet mehrerer Bergbäche (barrancos) knapp 100 km (Fahrtstrecke) südöstlich der Provinzhauptstadt Granada in einer Höhe von ca. 1255 m; die Mittelmeerküste bei La Rábita ist knapp 50 km in südlicher Richtung entfernt. Das Klima im Winter ist gemäßigt, im Sommer dagegen warm bis heiß; die eher geringen Niederschlagsmengen (ca. 515 mm/Jahr) fallen – mit Ausnahme der nahezu regenlosen Sommermonate – verteilt übers ganze Jahr.

## Bevölkerungsentwicklung
| Jahr      | 1857 | 1900 | 1950 | 2000 | 2020 |
| Einwohner | 687  | 567  | 595  | 177  | 135  |

Infolge der Mechanisierung der Landwirtschaft, der Aufgabe bäuerlicher Kleinbetriebe („Höfesterben“) und dem daraus resultierenden  Verlust von Arbeitsplätzen ist die Einwohnerzahl der Gemeinde seit der Mitte des 20. Jahrhunderts deutlich gefallen.

## Wirtschaft
Noch in der frühen Neuzeit lebten die Bewohner des Ortes in hohem Maße als Selbstversorger von den Erträgen ihrer Felder und Hausgärten. Außerdem wurde Viehzucht (v. a. Schafe, Ziegen und Schweine) betrieben; Esel wurden als Tragtiere gehalten. Dieser Zustand änderte sich erst mit dem Ausbau der Infrastruktur im 20. Jahrhundert. Heute dominieren  Oliven- und Mandelbaumplantagen. Im Ort selbst haben sich Kleinhändler, Handwerker und Dienstleister aller Art angesiedelt. Seit den 1960er Jahren spielen die Produktion von Serrano-Schinken und der innerspanische Tourismus in Form der Vermietung von Ferienwohnungen (casas rurales) immer bedeutsamer werdende Rollen für die lokale Wirtschaft.

## Geschichte
Prähistorische, römische und westgotische Überreste fehlen; die Gründung des Ortes ist vermutlich auf das 8. Jahrhundert zurückzuführen und geht auf muslimische Siedler zurück, denen auch der Terrassenfeldbau sowie das hochentwickelte Bewässerungssystem der Acequias zu verdanken sind. Nach dem Ende des Kalifats von Córdoba (um 1020) übernahmen die Ziriden von Granada die nominelle Macht in der Region, die sie jedoch wenig später an die berberischen Almoraviden und Almohaden abtreten mussten. Als Teil des Emirats von Granada blieb das Bergland der Alpujarras bis zum Jahr 1490 islamisch; auch danach gab es immer wieder Aufstände gegen die Rückeroberung (reconquista) durch die Christen. Mit dem Alhambra-Edikt (1492) der Katholischen Könige begann die Vertreibung der Juden in Spanien; nach den Moriskenaufständen der Jahre 1499 bis 1501 und 1568 bis 1571 wurden die letzten Muslime zu Beginn des 17. Jahrhunderts ebenfalls ausgewiesen.

## Sehenswürdigkeiten
- Von der einst bedeutsamen Burg (castillo) sind nach ihrer Zerstörung durch die Truppen der Katholischen Könige nur noch spärliche Überreste erhalten.
- Die zumeist aus Bruchsteinen gebauten Häuser des Ortes sind verputzt und weiß getüncht. Sie haben zumeist Flachdächer. Einige Abschnitte der Gassen sind in alter Berbertradition überbaut.
- Die Iglesia de San Sebastian entstand in den 1550er Jahren; das Bruchsteinmauerwerk der Außenwände und des Glockenturms (campanario) ist sichtbar. Anders als viele Kirchen der Region wurde die Kirche während der Moriskenaufstände nicht zerstört.[5]
- Die kleine Ermita de las Ánimas steht an einer Felswand.